# Rue Gros
La rue Gros est une voie du 16e arrondissement de Paris, en France.

## Situation et accès

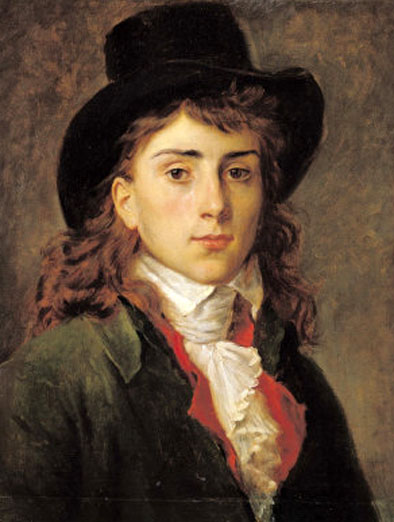
Portrait d’Antoine-Jean Gros à l’âge de vingt ans (1790).

La rue Gros est une voie publique située dans le 16e arrondissement de Paris. Elle débute place Clément-Ader et se termine au 15, rue Jean-de-La-Fontaine. Elle est longue de 310 mètres et large de 20.
Le quartier est desservi par la ligne 9 aux stations Ranelagh et Jasmin et par la ligne C du RER à la gare de l'avenue du Président-Kennedy.

## Origine du nom
Elle rend hommage au peintre Antoine-Jean Gros.

## Historique
Cette voie occupe le tracé d'un chemin qui existe déjà au XVIIIe siècle et qui figure sur le plan de Roussel en 1730. Elle dépend alors du territoire de la commune d'Auteuil, où elle est une section de la « route départementale no 29 » devenue « rue Jean-de-La-Fontaine » en 1830.
En vertu d'un décret du 23 mai 1863, elle est classée dans la voirie parisienne avant de prendre sa dénomination actuelle par un décret du 2 octobre 1865.
La rue est bordée sur son côté pair par les bâtiments construits dans le cadre de la Zac Gros-Boulainvilliers à partir de 1970.

## Bâtiments remarquables et lieux de mémoire
- No 8 : Claude Lévy (1925-2007?), médecin biologiste, auteur avec Paul Tillard (1914-1966) de La grande rafle du Vel d'Hiv, y vivait en 1969 (lettre manuscrite à Cabu).
- No 9 : immeuble construit par l'architecte Charles Blanche en 1901.
- Nos 15 et 37 : le poète Guillaume Apollinaire s'installe au no 15 en octobre 1909, puis au no 37 un an plus tard[3].
- No 39 : immeuble construit en 1927[4] ; porte de type Modern style.
- No 41 : immeuble (1926) de Pol Abraham et Paul Sinoir (hôtel Bocquet)[5]
- Square Henri-Collet.

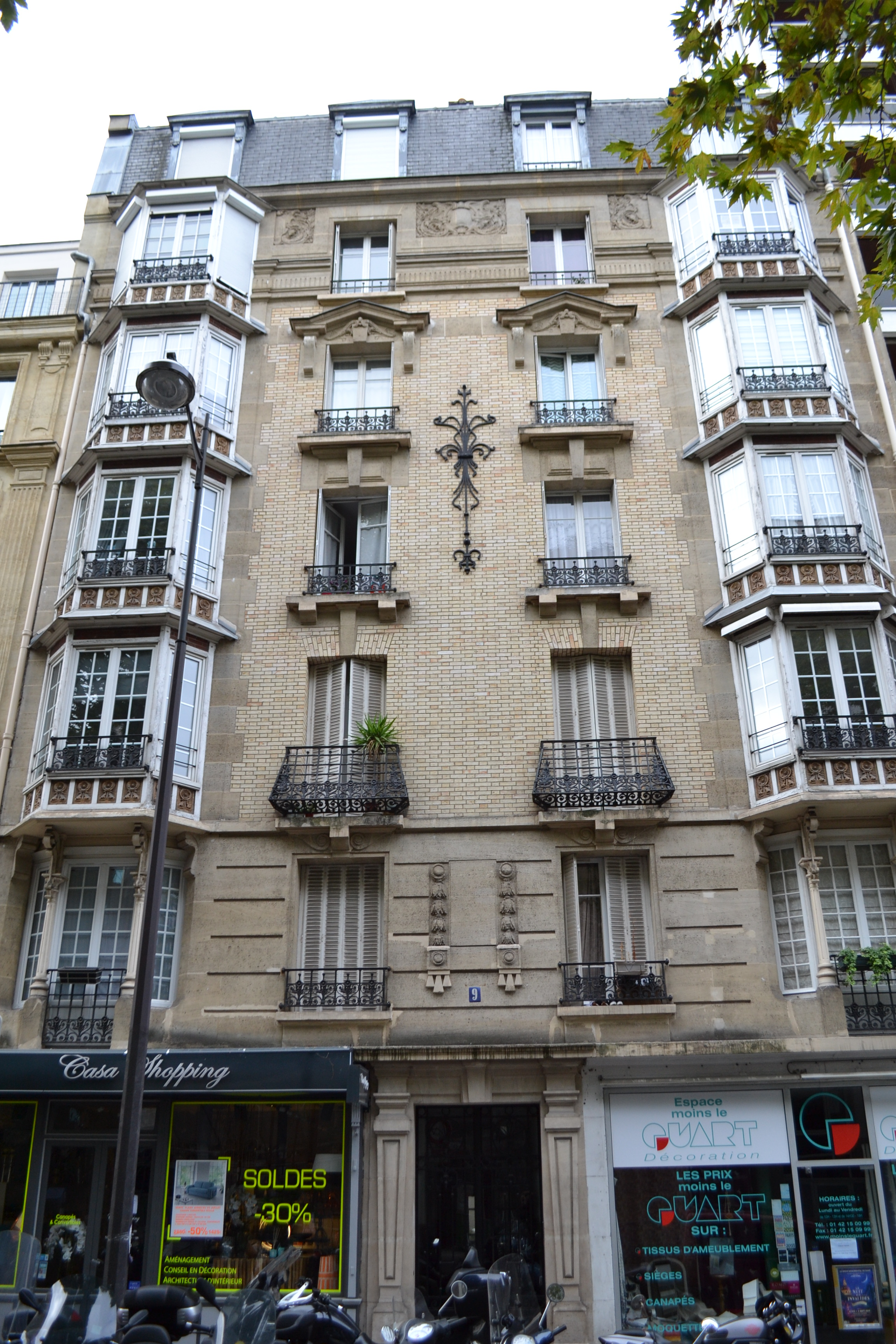
No 9.
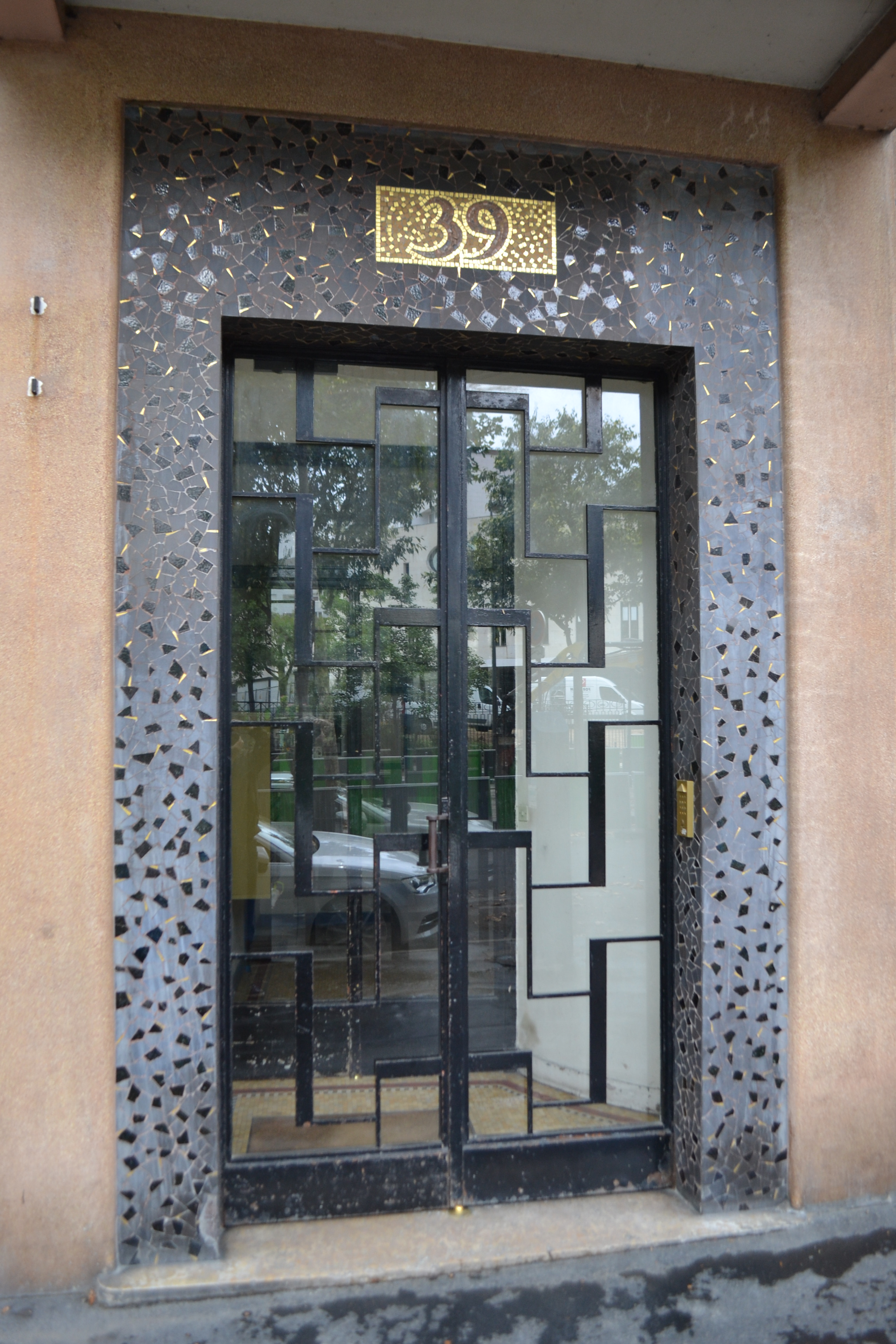
No 39, entrée.

## Littérature
Alors qu’il habitait rue Gros pendant la crue de la Seine de 1910, Guillaume Apollinaire relate l’événement dans L'Intransigeant. L’article paraît, ensuite, dans Chroniques et échos.